# کمک بفرستید
کمک بفرستید (به انگلیسی: Send Help) یک فیلم بقا و ترسناک آمریکایی آماده اکران به کارگردانی سم ریمی و نویسندگی مارک سوئیفت و دامیان شانون با بازی ریچل مک‌آدامز، کریس پانگ، دیلن اوبرایان و دنیس هیزبرت است.

## داستان
دو همکار در یک جزیره متروک سرگردان می‌شوند، تنها بازماندگان یک سانحه هوایی. در جزیره، آنها باید بر نارضایتی‌های گذشته غلبه کنند و برای زنده ماندن با هم کار کنند، اما در نهایت، نبرد اراده‌ها و عقلانیت برای زنده ماندن است.

## ساخت
در ابتدا قرار بود فیلمبرداری اصلی در ژانویه ۲۰۲۵ آغاز شود. فیلمبرداری در نهایت در فوریه آغاز شد. در سیدنی، نیو ساوت ولز، استرالیا.

## انتشار
این فیلم قرار است در ۳۰ ژانویه ۲۰۲۶ در ایالات متحده منتشر شود.

## پیوند به‌ بیرون
- کمک بفرستید در بانک اطلاعات اینترنتی فیلم‌ها (IMDb)